# Luis Carlos Hueck
Luis Carlos Hueck (Caracas-Venezuela, 5 de mayo de 1977) es un director, guionista, productor y actor de cine venezolano. Su cinta, Papita, maní, tostón estrenada en 2013, es la película más taquillera de la historia del cine venezolano.
En 2024, Venezuela seleccionó la película Vuelve a la Vida, dirigida por Luis Carlos Hueck y Alfredo Hueck, como su representante para competir en la categoría de Mejor Película  Internacional en los Premios Oscar de 2025. El largometraje combina elementos de ficción y documental, destacando por su enfoque innovador y su exploración de temas como la resiliencia y la superación en el contexto de la vida en Venezuela. La selección fue realizada por un comité compuesto por representantes del cine venezolano, incluidas personas con experiencia en producciones previamente nominadas al Oscar y representantes de diversos gremios cinematográficos. El anuncio fue comunicado a través de las redes sociales de los directores y de la Asociación Nacional Autores Cinematográficos (ANAC). 

## Filmografía

### Cine
| Año  | Título               | Notas                          |
| ---- | -------------------- | ------------------------------ |
| 2013 | Papita, maní, tostón | Director, guionista, productor |
| 2017 | Papita 2da Base      | Director, guionista, productor |
| 2019 | Vuelve a la vida     | Director, guionista, productor |
| 2020 | Sex and the future   | Director                       |